# Карагайкуль (Башкортостан)
Карагайкуль (баш. Ҡарағайкүл) — деревня в Благовещенском районе Башкортостана, относится к Октябрьскому сельсовету. 

## История
Деревня появилась в начале XX века как выселок большой деревни Седяш-Ногаево той же волости  (ныне находится на территории Караидельского района). По некоторым данным, сначала поселилось восемь семей. Деревня входила в состав Седяшевского сельского общества башкир-вотчинников. 
В 1913 году насчитывалось 24 крестьянских хозяйства и 135 крестьян. Надельная земля находилась в общем владении с деревней Седяш, купчей земли не было. 
По некоторым данным в деревне была мечеть, но в 1913 году ее еще не было. Возможно, мечеть появилась после 1913 года. 
В 1917 году насчитывалось 29 домохозяйств и 182 человека- 166 башкир и 16 мишарей. 
С 1930-х годов и до конца советских времен деревня Карагай-Куль входила в состав Седяшевского сельсовета. До 1957 года деревня входила в колхоз "Крестьянин", затем вошла в состав "Полянский", а в 1981 году - в совхоз "Осиповский".
В советское время в деревне действовал интернат для школьников из  соседних деревень. В наше время деревня Карагайкуль (в слитном написании) входит в состав Октябрьского сельсовета, перепись 2010 года зафиксировала в деревне 111 жителей. Кроме башкир живут татары и марийцы. Школа исчезла после 2010 года.

## Население
| 2002 | 2009 | 2010 |
| ---- | ---- | ---- |
| 130  | ↘125 | ↘111 |

Согласно переписи 2002 года, преобладающие национальности — башкиры (69 %), татары (29 %).
Динамика населения: в 1939 году - 234 человека, в 1959 - 396, в 1969 - 443, в 1989 - 161. Рост населения был связан со строительством Павловской ГЭС - в деревню перебрались семьи из затопленных населенных пунктов.

## Географическое положение
Расстояние до:
- районного центра (Благовещенск): 90 км,
- центра сельсовета (Осиповка): 13 км,
- ближайшей ж/д станции (Загородная): 95 км.